# Ian North
Ian North (Nueva York, 24 de marzo de 1952-28 de febrero de 2021) fue un músico estadounidense.

## Biografía
En 1973, North formó una banda power pop de dirección punk llamada Milk 'N' Cookies. Después del lanzamiento de su álbum, esta agrupación se separó y North viajó a Inglaterra, donde conoció a Brian Eno y firmó contrato con el sello Island.
Luego conoció a los hermanos Paul y Robin Simon y Martin Gordon de Sparks, y formaron Ian North's Radio, que cambió de nombre a Neo. Después de una serie de conciertos y del lanzamiento del sencillo de 7 pulgadas «Tran-Sister», North se separó de la banda y decidió ser solista.
En 1979 sacó su álbum Neo, nombre de su también previa banda, cuya primera cara de su único sencillo, la canción homónima de «Tran-Sister», fue incluida ahí, más unas cuantas canciones que había grabado probablemente con la banda. En 1981 publicó My Girlfriend's Dead. Luego, no se volvió a saber de él hasta finales de la década de 1990, cuando sacó otro álbum.

## Discografía

### Neo
Single:
- Tran-Sister/A Failed Pop Song (Jet Records, 1978)

Compilación:
- Live At The Vortex: Small Lives y Tell Me The Truth (Nems Records, diciembre de 1977)

### Como solista
Singles:
- Hollywood Babylon (Aura, 1979)
- Rape Of The Orchids EP 12" (Neo, 1982)
- Techno-kill EP 12" (Music For Money, 1989)

Álbumes:
- Neo (Aura Records, 1979)
- My Girlfriend's Dead (Smash Records, 1981)
- Torch Songs & Arson